# Parco naturale costiero di Rimigliano
Il Parco naturale costiero di Rimigliano istituito nel 1973, è interamente compreso nel territorio del Comune di San Vincenzo in provincia di Livorno e comprende circa sei chilometri della costa toscana.

## Territorio
I suoi confini sono rigidamente contrassegnati, ad ovest dal Mar Ligure, a nord dal Resort Riva degli Etruschi, ad est dalla strada provinciale n. 23 “Della Principessa”, a sud dal canale Allacciante che costituisce anche il confine con il comune di Piombino.
Il parco si estende lungo la costa per una lunghezza di quasi sei chilometri con una profondità media (fra costa e strada provinciale) variabile dai 200 ai 240 metri. La superficie complessiva del parco è di circa 120 ettari, senza conteggiare l'arenile demaniale.
Il parco è fittamente boscato e protetto dai venti marini da un sistema dunale continuo, molto ben formato e conservato, di altezza media sui cinque metri con punte isolate di oltre dieci metri

## Storia
Il Parco di Rimigliano fa parte dei Parchi della Val di Cornia, società fondata nel 1993 dai comuni di Campiglia Marittima, Piombino, San Vincenzo, Sassetta e Suvereto che gestisce anche i seguenti altri 5 parchi: Parco archeologico di Baratti e Populonia, Parco minerario di San Silvestro, Parco costiero della Sterpaia, Parco naturale di Montioni, Parco forestale di Poggio Neri.

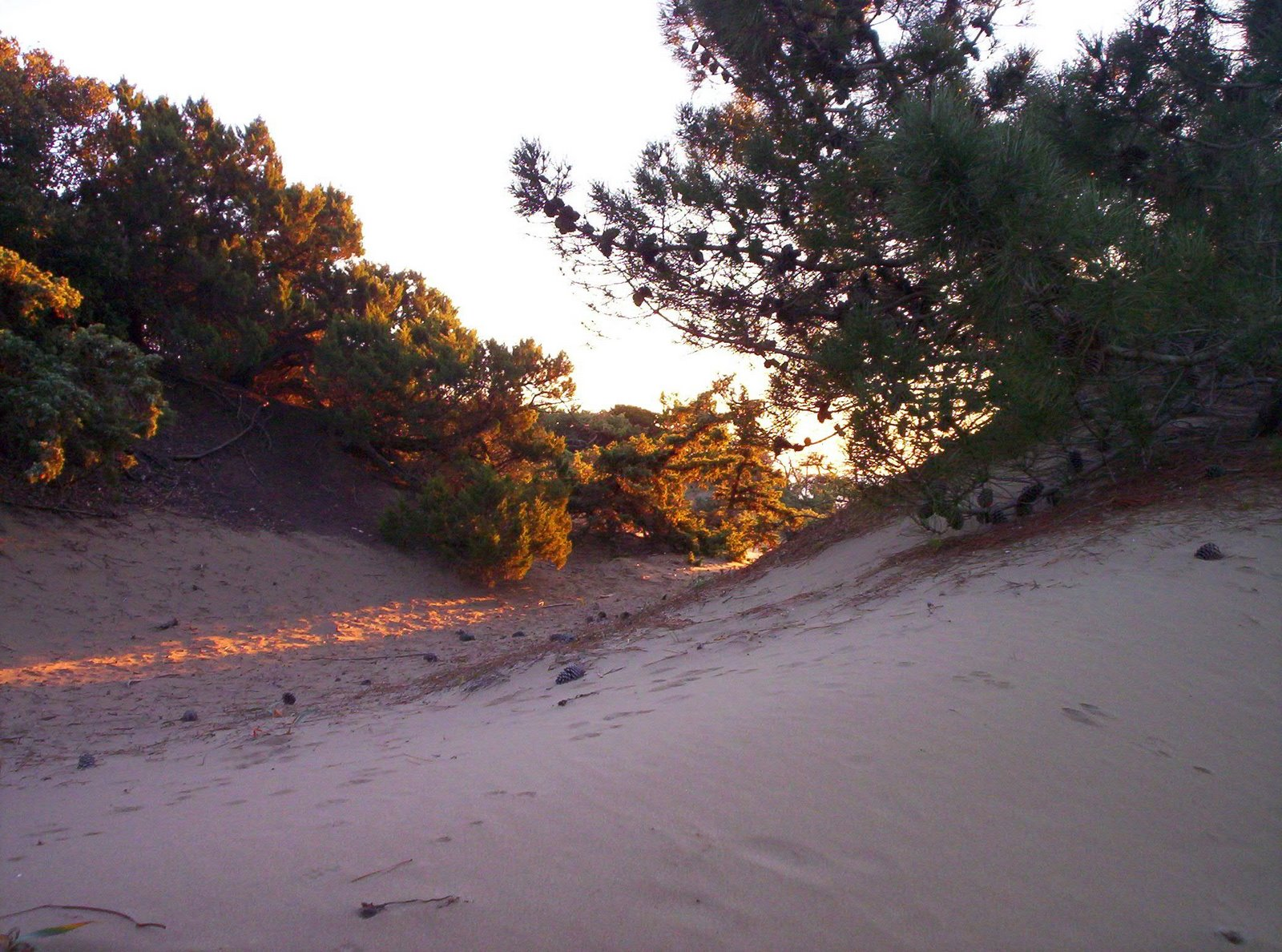
Rimigliano - Ambiente retrodunale

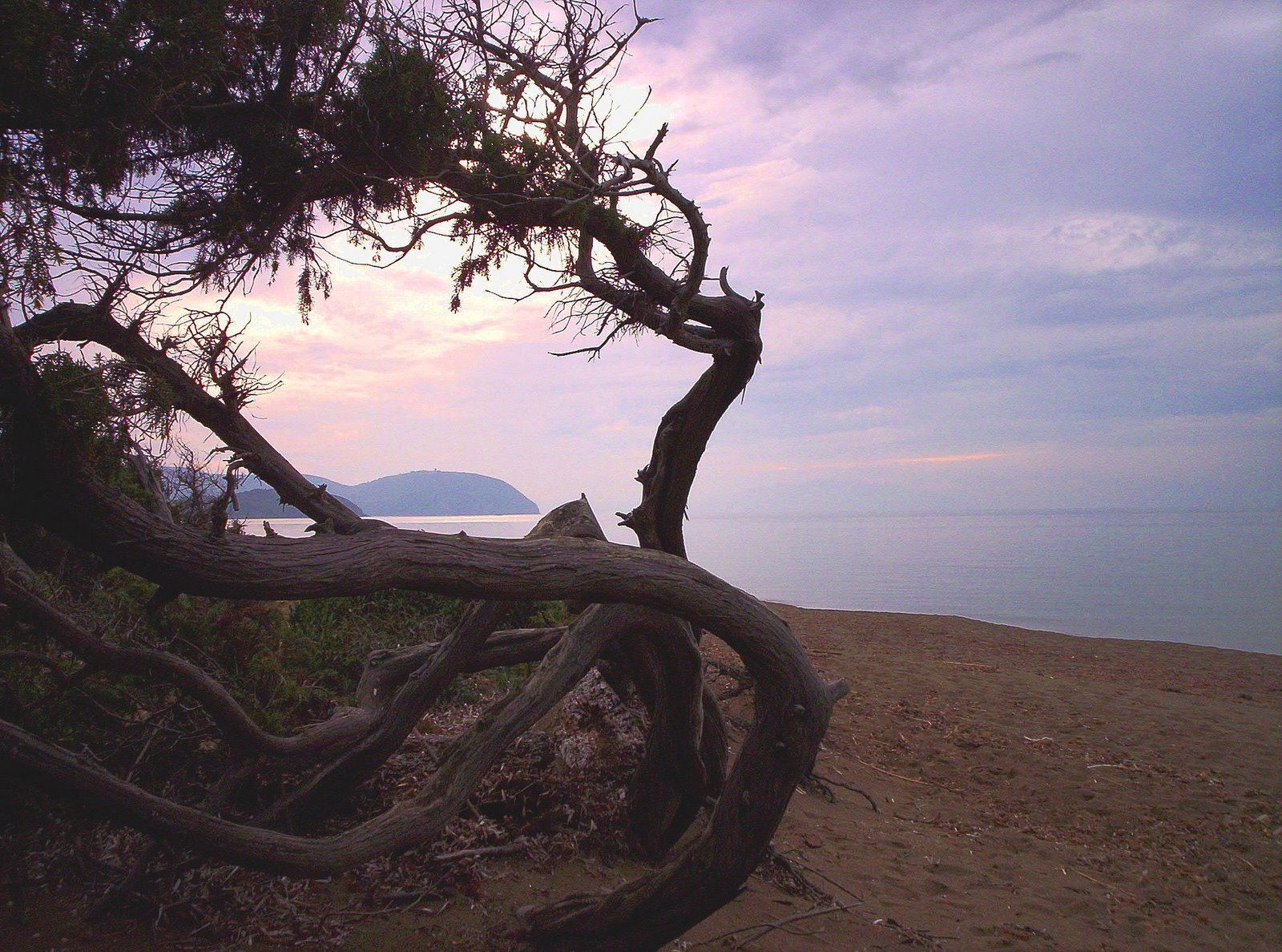
Rimigliano - Fascia terminale dell'arenile

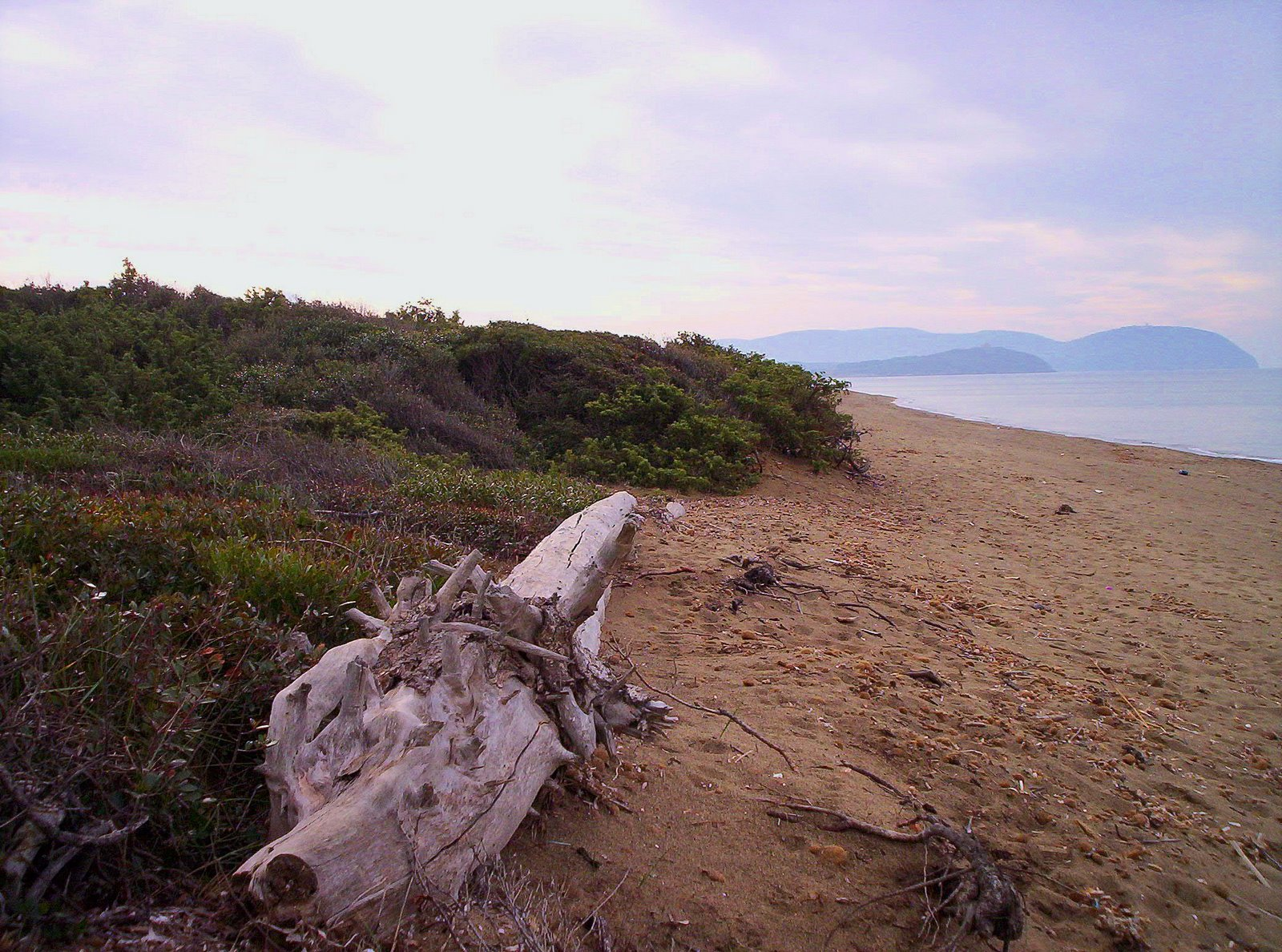
Rimigliano - Prime dune embrionali

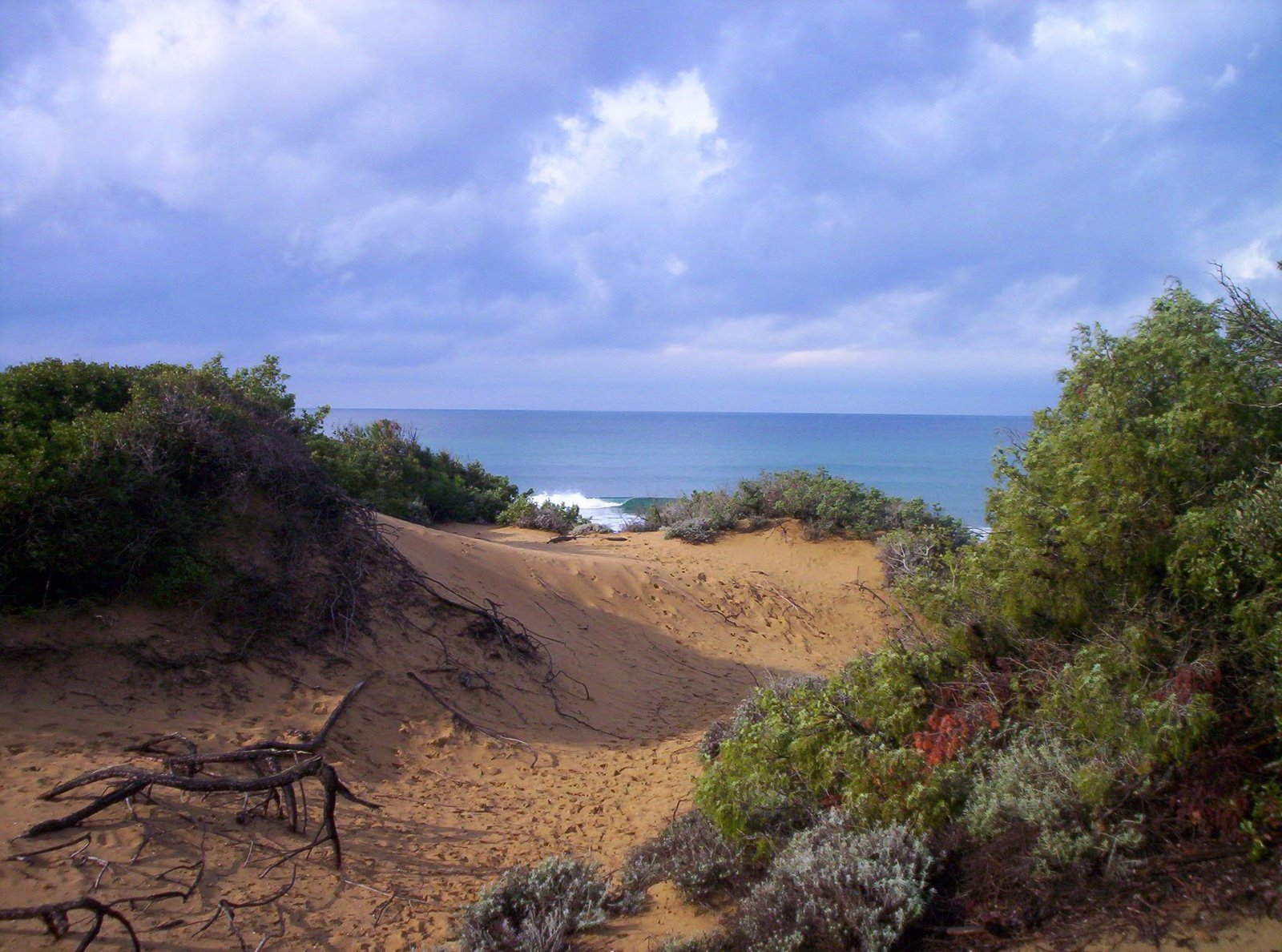
Rimigliano - Dune mobili

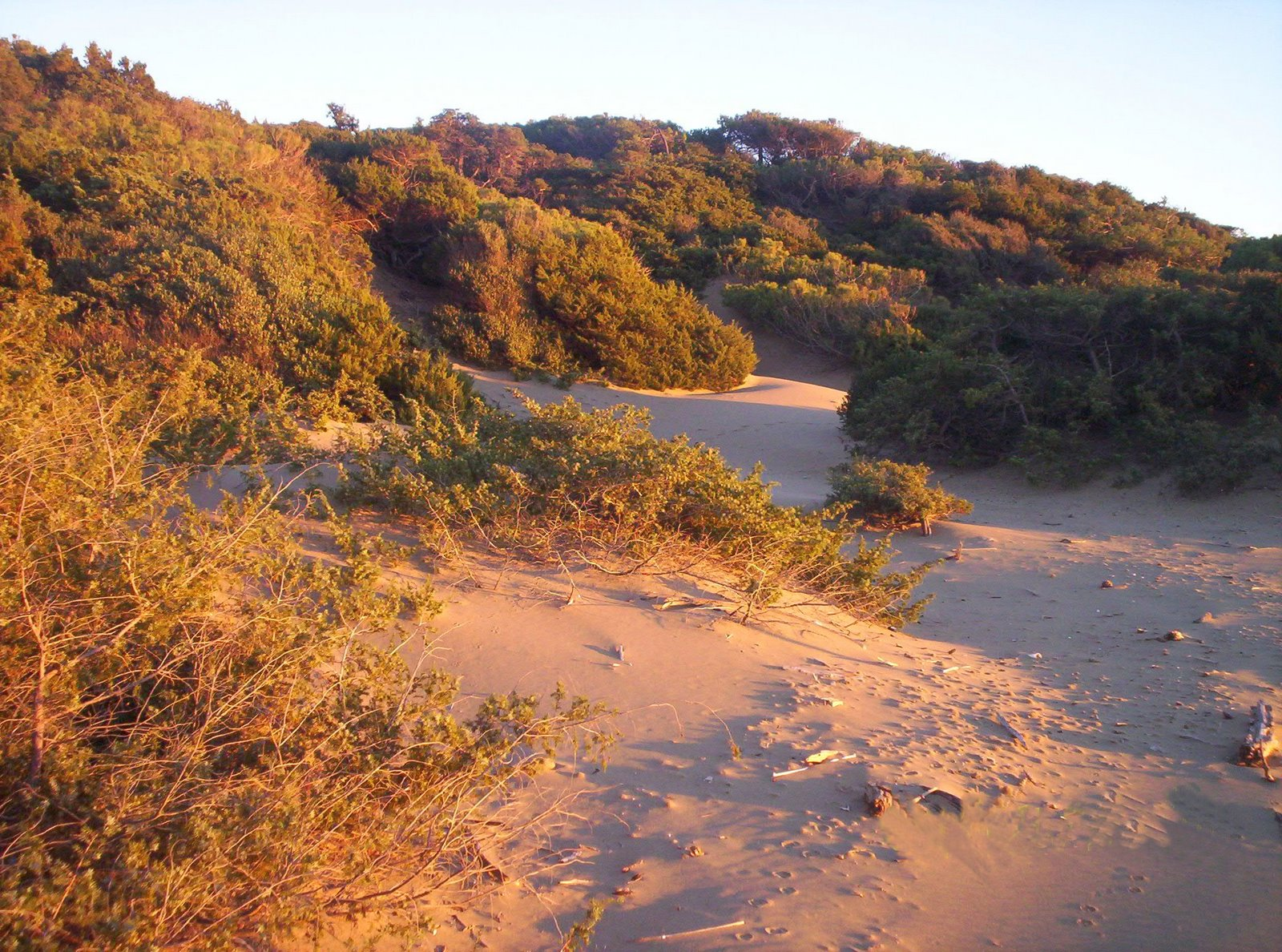
Rimigliano - Dune fisse

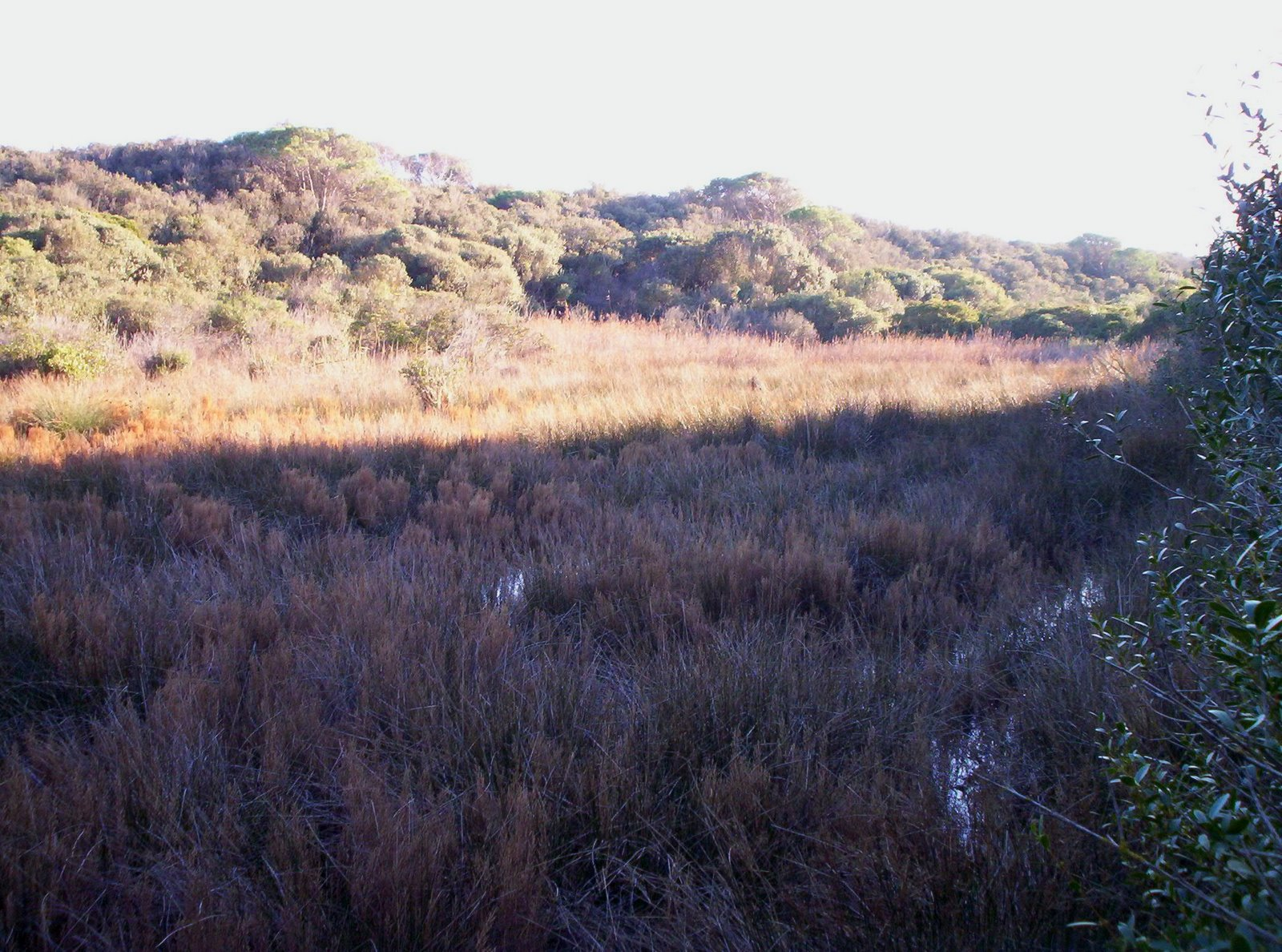
Rimigliano - Palude interna

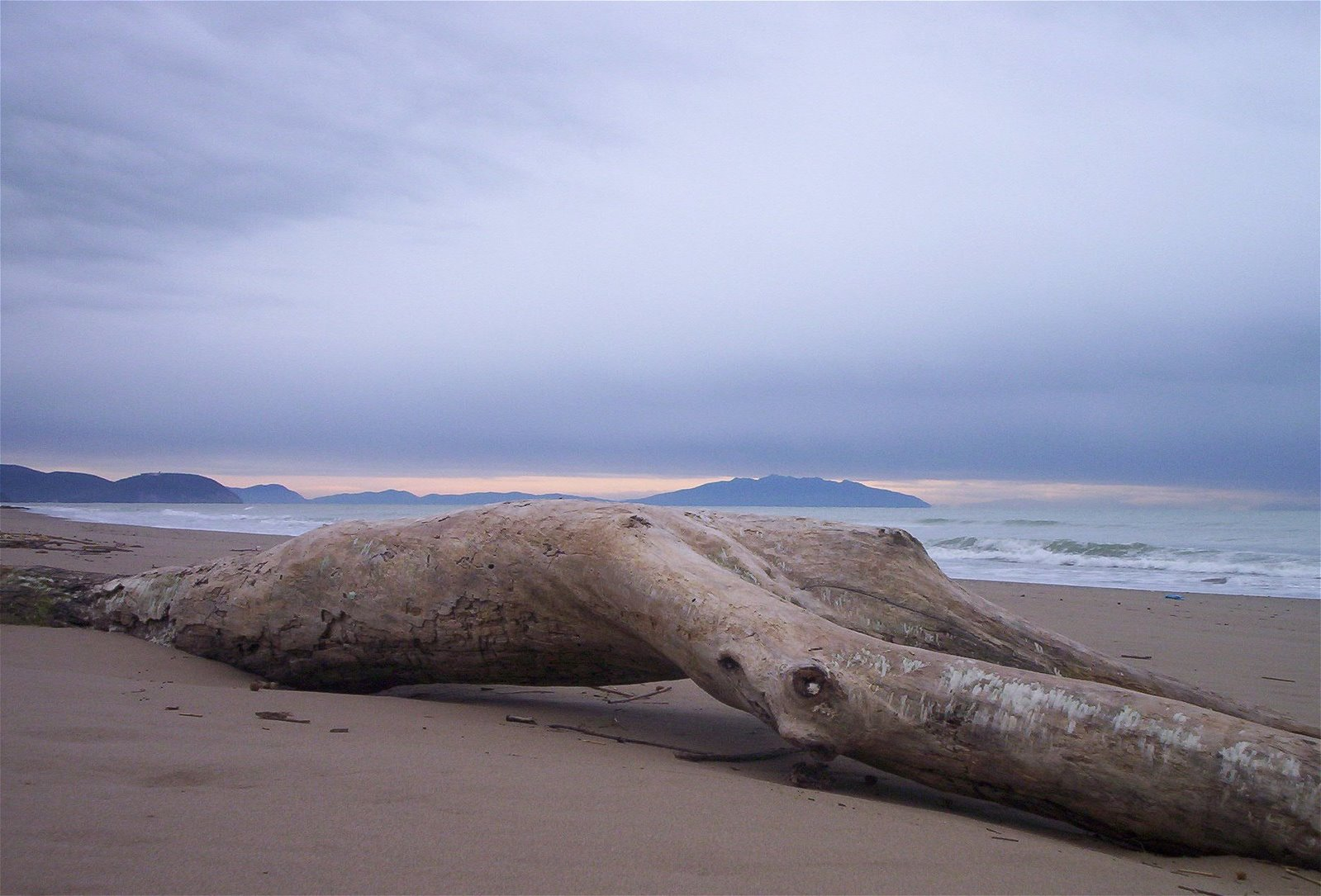
Rimigliano - Litorale

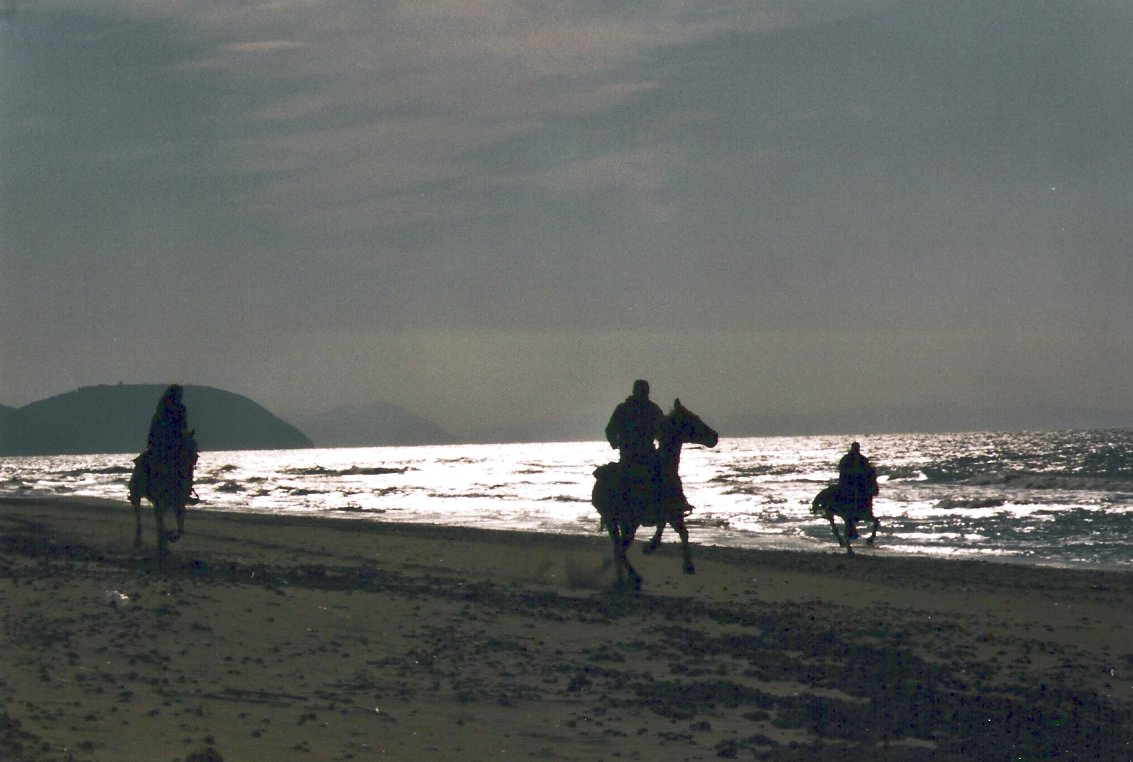
Rimigliano - Litorale

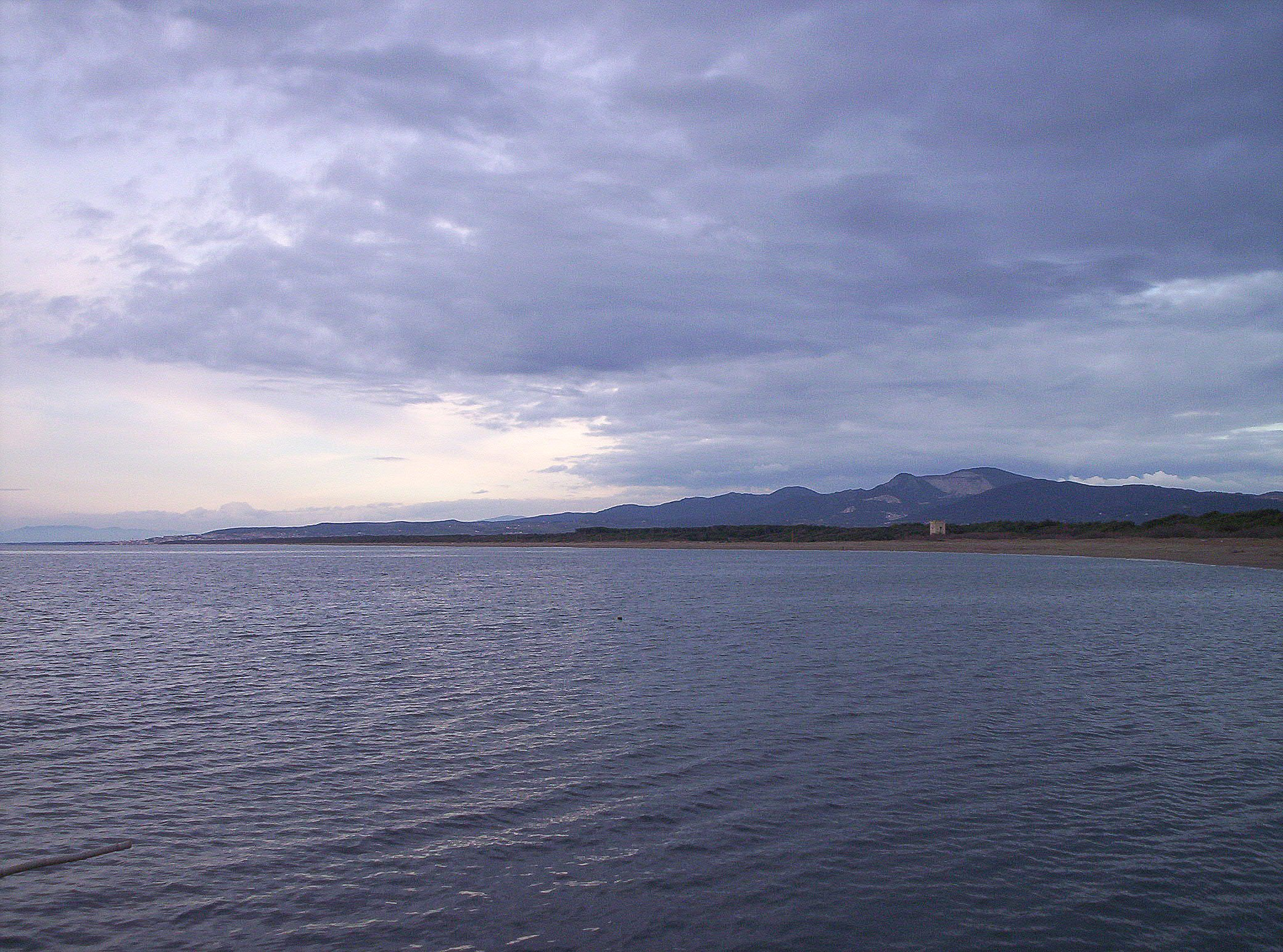
Rimigliano - Veduta complessiva del parco, da San Vincenzo alla Torraccia

Il primo provvedimento istitutivo del parco risale al maggio 1973. Con un accordo fra i cinque comuni sopra ricordati, il Parco di Rimigliano venne urbanisticamente destinato a parco territoriale attrezzato e ne venne decisa la gestione come parco protetto. Nel 1997 il Comune di San Vincenzo deliberò l'inclusione del parco fra le ANPIL (Aree naturali protette di interesse locale) ai sensi della legge n. 49/95 della Regione Toscana. Per il definitivo inserimento fra le aree protette ANPIL, la Regione è ancora in attesa di alcuni adempimenti da parte del comune di San Vincenzo.
Il vincolo ambientale di inedificabilità assoluta, posto fin dai primi anni Settanta e la circostanza che il territorio del parco fosse quasi tutto di proprietà privata (Della Gherardesca), ha consentito che questi sei chilometri di costa sabbiosa, con i duecento metri di bosco retrostante, rimanessero sostanzialmente intatti, allo stato naturale. Nonostante che la proprietà fosse privata, l'impossibilità pratica di recintare il parco, a causa della sua particolare conformazione, ha fatto sì che, a partire dalla fine degli anni Sessanta, l'uso pubblico del parco si consolidasse pacificamente. Negli ultimi anni il comune ha acquistato anche la proprietà formale di quasi tutto il parco, con la sola eccezione della villa dei Cavalleggeri e di alcuni terreni circostanti.
L'attuale perimetrazione del parco costiero risale ai primi anni dell'Ottocento durante il dominio francese. Infatti quando Napoleone assegnò alla sorella Marianna Bonaparte, detta Elisa, il Principato di Piombino, per permettere alla principessa un degno arrivo nel suo possedimento, in solo due anni (1804-1805) fu costruita la strada litoranea da San Vincenzo a Piombino, da allora denominata "della Principessa". La nuova strada separò nettamente la parte costiera del possedimento di Rimigliano interamente boscata, da quella interna parzialmente seminativa ed occupata in parte dal grande lago di Rimigliano.

## Fauna
La presenza degli animali è sempre stata assai problematica a causa dell'intensa frequentazione umana del parco durante i mesi estivi. Ultimamente si è diradata anche nel periodo invernale a causa della ripulitura del bosco effettuata nella fascia parallela alla strada, che ha reso circa metà del parco privo di ripari idonei agli animali e permeabile ai rumori ed ai movimenti provenienti dalla strada.
In ogni caso si possono saltuariamente avvistare alcune specie di mammiferi quali: cinghiale, coniglio selvatico, donnola, faina, istrice, riccio, scoiattolo, volpe; e di uccelli quali: allodola, barbagianni, capinera, cardellino, cinciallegra, civetta, corriere piccolo, cuculo, gazza, ghiandaia marina, gufo, merlo, passero, picchio verde, piovanello, poiana, storno, tordo, upupa, verzellino.

## Flora
Il parco è popolato da un numero vastissimo di specie vegetali, facenti parte in massima parte della tipica macchia mediterranea. In particolare partendo dal mare e proseguendo verso l'interno, si incontrano i seguenti habitat caratteristici:
Fascia terminale dell'arenile, (Cakileto), interessata solo raramente e marginalmente dal moto ondoso, colonizzata da specie pioniere resistenti al sale quali: ammofila arenaria (Ammophila arenaria), camomilla marina (Anthemis maritima), ravastrello (Cakile maritima), erba cali (Salsola cali), euforbia delle spiagge (Euphorbia paralias, Euphorbia peplis), lappola (Arctium lappa).
Prime dune embrionali, appena fuori della portata dell'acqua e popolate da piante resistenti sia al sale che all'essiccazione ed al seppellimento da parte della sabbia asciutta trasportata dal vento, dove si possono incontrare le seguenti specie: calcatreppola (Eryngium campestre), soldanella di mare (Calystegia soldanella), erba medica marina (Medicago marina), gramigna delle spiagge (Agropyron junceum), santolina delle spiagge (Otanthus maritimus).
Dune mobili, con profilo continuamente modificato dal vento, con piante dal più robusto apparato radicale, con vegetazione compatta e dotate di fioriture spesso vistose, quali: camomilla marina (Anthemis maritima), elicriso (Helichrysum spp.), erba medica marina (Eryngium maritimum), giglio di mare (Pancratium maritimum), erba medica marina (Medicago marina), papavero delle spiagge (Glaucium flavum), sparto pungente (Sporobulus pungens).
Dune fisse, di altezza fino a dieci metri, dal profilo ormai stabilizzato, con arbusti sempreverdi di dimensioni maggiori, fittamente intersecati a formare delle siepi modellate dal vento, costituite prevalentemente da: alaterno (Rhamnus alaternus), cisti (Cistus spp.), pastinaca marina (Echinophora spinosa), fillirea (Phillyrea latifolia), ginepro coccolone (Juniperus oxycedrus), ginepro fenicio (Juniperus phoenicea), lentisco (Pistacia lentiscus), mirto (Myrtus communis), barba di frate (Salsola soda), lappolone (Xanthium italicum).
Bosco retrodunale, con piante tipiche della macchia mediterranea e residui degli impianti di epoca granducale, quali: acero trilobo (Acer monspessulanus), alloro (Laurus nobilis), arisaro (Arisarum vulgare), biancospino (Crataegus monogyna), carpino nero (Ostrya carpinifolia), cerro (Quercus cerris), ciclamini (Cyclamen hederifolium), corbezzolo (Arbutus unedo), euforbia arborea (Euforbia dendroides), leccio (Quercus ilex), lentisco (Pistacia lentiscus), salsapariglia (Smilax aspera), orniello (Fraxinus ornus), pino marittimo (Pinus pinaster), pino domestico (Pinus pinea), quercia da sughero (Quercus suber), roverella (Quercus pubescens), sabina marittima (Juniperus sabina), sorbo (Sorbus domestica e Sorbus torminalis), vitalba (Clematis vitalba), lentaggine (Viburnum tinus), pungitopo (Ruscus aculeatus), oleastro (Olea europaea var. silvestris, citiso rosso (Chamaecytisus purpureus).
Nelle due uniche residue zone paludose e lungo il relativo fossato di drenaggio, si trovano piante caratteristiche delle zone umide marine quali: Artemisia coerulescens, Arundo donax, Carex extensa, Claudium mariscus, Elymus pycnanthus, Juncus acutus, Juncus maritimus, Limonium angustifolium, Salicornia maritima, Schoenus maritimus.
Nelle radure boschive, dove il sole riesce a penetrare, si incontrano: asparagi selvatici (Asparagus acutifolius), erica (Erica arborea), ginestra comune (Spartium junceum), lavanda (Lavandula stoechas), rosmarino (Rosmarinus officinalis) e orchidee selvatiche.

## Accessi
L'accesso al parco è del tutto libero e può avvenire sia dalla strada provinciale "della Principessa", sia dall'ampio arenile che lo costeggia lungo tutti i sei chilometri del suo sviluppo. Questa facilità e comodità di accesso non controllato, se da un lato espone il parco ad una notevole usura, specie nei mesi estivi, dall'altro ne consente una fruizione completa da parte degli appassionati, specialmente nel periodo da ottobre a maggio.

## Attività
L'attività principale svolta nel parco è quella balneare, concentrata nel periodo da giugno a settembre e localizzata essenzialmente sull'arenile. Il parco viene attraversato trasversalmente, lungo sentieri che conducono dalla strada provinciale alla spiaggia. A supporto di tale attività sono state realizzate alcune piccole strutture (servizi igienici e docce) nei pressi del litorale. All'interno del bosco sono stati installati alcuni tavoli per picnic.
Al centro del parco è stata realizzata una strada interna sterrata che lo attraversa longitudinalmente per quasi tutta la sua lunghezza. Tale percorso realizzato per i servizi del parco e con funzione antincendio, viene anche utilizzato per escursioni a piedi, in bicicletta ed a cavallo.

## Gestione e prospettive
Per decine di anni il parco costiero è stato sostanzialmente abbandonato a se stesso ed ha quindi potuto mantenere e incrementare indisturbato le sue caratteristiche naturali. Proprio grazie alla sua "naturalezza", alla mancanza di qualsiasi infrastruttura, all'aspetto "selvaggio" del litorale e della fascia di vegetazione a ridosso del mare, Il Parco Costiero di Rimigliano è divenuto un'assoluta rarità, anche a livello nazionale. Non si ha infatti conoscenza di altri tratti di sei chilometri di litorale sabbioso, con ampio arenile non interessato da fenomeni erosivi, incorniciato da un bosco naturale ed intatto, del tutto privo di segni visibili di interventi umani, e nel contempo, pienamente accessibile ed usufruibile da tutti.
A partire dagli anni Novanta, a seguito della realizzazione di grandi strutture turistico-alberghiere subito a monte del Parco, sono state rilasciate alcune concessioni balneari che, con le loro attrezzature, hanno snaturalizzato la porzione più settentrionale del parco, per circa cinquecento metri, fino quasi alla foce del Botro ai Marmi.
Nei primi anni del Duemila, con il passaggio di proprietà dal privato al comune, sono iniziate diverse opere di adeguamento e riqualificazione turistica che, seppure modeste, hanno iniziato ad incidere in maniera non marginale sull'aspetto naturale del parco. La società di gestione ha fatto sfoltire e ripulire tutta la vegetazione per una profondità di un'ottantina di metri a partire dalla strada provinciale. Così facendo ne ha agevolato forse la fruizione turistica, ma ha compromesso le caratteristiche naturalistiche di quella fascia di parco, rendendola inoltre del tutto inadatta all'insediamento di qualsiasi animale. Nella primavera del 2009 quasi tutto il tratto di parco confinante con la strada provinciale, per una profondità di circa 150 metri ed una superficie di circa 60 ettari è stato assegnato in taglio a privati per indirizzamento ad alto fusto. Oltre alla completa eliminazione di tutto il sottobosco, nel taglio sono stati privilegiati i giovani lecci e le querce e sono stati risparmiati i vecchi pini, con consistente innaturale diradamento del bosco e apertura di radure assolate.
La destinazione urbanistica della confinante tenuta agricola di Rimigliano, con i previsti nuovi insediamenti abitativi e turistici, pone altre gravi preoccupazioni per il destino del parco costiero che inevitabilmente non potrà non risentire della irresistibile pressione antropica esercitata dalle oltre mille persone che andranno ad insediarsi a poche centinaia di metri a monte del parco.
Il dilemma che ormai si pone, ineludibile, è se privilegiare le esigenze di tipo turistico, continuando a realizzare nel parco infrastrutture che, pur con tutte le cautele e le migliori intenzioni, inevitabilmente ne comporteranno la progressiva snaturalizzazione; oppure decidere una volta per tutte che in un parco naturale, se si vuole continuare a chiamarlo tale, non si può più realizzare alcuna nuova infrastruttura, senza alcuna eccezione. Rinunziare quindi alle concessioni balneari ed a tutte le attività di supporto, lasciando cioè il parco "abbandonato" come, per circostanze fortunate, lo è stato negli ultimi cinquant'anni, provvedendo solamente ad opere naturali di indirizzamento dei frequentatori lungo sentieri protetti di penetrazione, di divieto di accesso e stazionamento nelle zone dunali più delicate e di raccolta dei rifiuti prodotti dai turisti nel periodo estivo.
I prossimi anni saranno risolutivi e decideranno del destino di questa fascia di litorale pervenuta miracolosamente intatta, con lo stesso aspetto di centinaia di anni fa, fino alla nostra generazione.